# Kocaaliler, Bucak
Kocaaliler là một thị trấn thuộc huyện Bucak, tỉnh Burdur, Thổ Nhĩ Kỳ. Dân số thời điểm năm 2010 là 2.206 người.